# Vương triều thứ Nhất của Ai Cập
Vương triều thứ Nhất của Ai Cập cổ đại (hoặc vương triều thứ Nhất, ký hiệu: Triều I) bao gồm một loạt các vị vua Ai Cập đầu tiên đã cai trị một vương quốc Ai Cập thống nhất. Nó được thiết lập ngay sau khi diễn ra quá trình thống nhất Thượng và Hạ Ai Cập, có thể được tiến hành bởi Narmer, và đánh dấu sự bắt đầu giai đoạn Sơ kỳ vương triều của Ai Cập, vào thời kỳ này trung tâm quyền lực nằm tại Thinis.
Niên đại của thời kỳ này luôn là đề tài trong các cuộc tranh luận học thuật về phạm vi của bảng niên đại Ai Cập cổ đại. Nó rơi vào giai đoạn đầu thời kỳ đồ đồng và được ước tính theo nhiều cách khác nhau là đã bắt đầu trong giai đoạn từ thế kỷ 34 tới thế kỷ thứ 30 trước Công nguyên. Theo một nghiên cứu vào năm 2013 bằng đồng vị phóng xạ, thời điểm bắt đầu vương triều thứ nhất (lúc Hor-Aha lên ngôi) được xác định là khoảng năm 3150 TCN (trong khoảng 3218-3035 TCN với độ tin cậy 95%).

## Các vị vua
Những vị vua được biết đến của vương triều thứ nhất bao gồm:
| Tên                   | Trị vì                                         | Ghi chú |
| --------------------- | ---------------------------------------------- | --- |
| Narmer/Menes(?)       | Khoảng thế kỷ 32 TCN (?)                       | Quan điểm hiện nay là đồng nhất Narmer với Menes, tuy nhiên một số học giả lại đồng nhất Menes với Hor-Aha. |
| Hor-Aha               | cai trị vào khoảng 3080 ± 30 TCN. (p = 0.32)   | |
| Djer                  | khoảng năm 3073–3036 TCN. 41 năm               | |
| Djet                  | 3008–2975?                                     | |
| Merneith (mẹ của Den) | 3008? 2946–2916 TCN                            | |
| Den                   | 2975–2935 hoặc 2928–2911 TCN. Từ 19 tới 50 năm | |
| Anedjib               | 2916–2896 TCN. 20 năm                          | |
| Semerkhet             | 2912–2891 TCN ?. 20 năm                        | |
| Qa'a                  | 2906–2886 TCN ?. 30 năm                        | |

Thông tin về vương triều này chủ yếu được bắt nguồn từ một vài di tích và những đồ vật có mang tên hoàng gia, quan trọng nhất là tấm bảng đá và đầu chùy Narmer cũng như danh sách vua của Den và Qa'a. Không có bất cứ ghi chép cụ thể nào về hai vương triều đầu tiên còn lưu lại tới ngày nay, ngoại trừ bản danh sách ngắn gọn trên tấm Bia đá Palermo. Các ghi chép trong tác phẩm Aegyptiaca của Manetho lại mâu thuẫn với cả những bằng chứng khảo cổ học và với các ghi chép lịch sử khác: Manetho đã ghi lại tên của chín vị vua thuộc vương triều đầu tiên, nhưng chỉ có một cái tên trong số đó phù hợp với các nguồn khác, và chỉ đưa ra được thông tin về bốn người trong số họ .
Các ngôi mộ lớn của các pharaon tại Abydos và Naqada, cùng với những khu nghĩa trang tại Saqqara và Helwan gần Memphis, đều có cấu trúc được xây dựng chủ yếu bằng gỗ và gạch bùn, có một số ít trong số chúng sử dụng đá để làm các bức tường và sàn của ngôi mộ. Đá đã được sử dùng nhiều để tạo nên các đồ thờ cúng, bình chậu, và đôi khi là các bức tượng.

## Tục lệ hiến tế người
Tục lệ hiến tế người đã được thực hiện như là một phần trong nghi thức mai táng tất cả các vị vua thuộc vương triều đầu tiên. Nó được chứng minh rõ ràng là đã xuất hiện trong suốt vương triều này thông qua bằng chứng về việc những người hầu được chôn cất gần ngôi mộ của mỗi pharaon, cũng như những động vật được hiến tế trong quá trình mai táng. Ngôi mộ của Djer đã nằm cạnh ngôi mộ của 338 người khác. Người và những động vật được hiến tế chẳng hạn như lừa, được kỳ vọng là sẽ hầu hạ các pharaon khi sang thế giới bên kia. Không rõ lý do nào đã khiến cho tục lệ này kết thúc cùng với thời điểm vương triều thứ nhất đi đến hồi kết, nhưng sau đó shabti đã được sử dụng để thay thế cho con người trong vai trò hầu hạ các pharaon khi họ bước sang thế giới bên kia.